# Noć dugih noževa
Noć dugih noževa (njem. Nacht der langen Messer) naziv je za čistku pod vodstvom Adolfa Hitlera u kojoj je likvidirano vodstvo paravojne organizacije Sturmabteilunga (SA) iz njegove Nacionalsocijalističke njemačke radničke stranke te brojni drugi politički protivnici. Događaj, koji se odvio od 30. lipnja do 2. srpnja 1934., poznat je i pod imenom Operacija kolibri. Čistku je Hitler proveo uz pomoć svojih najodanijih suradnika iz redova Schutzstaffela (SS) i Gestapa ne bi li konsolidirao apsolutnu vlast, a označuje prijelaz u još radikalniju fazu nacističkog režima.
Naziv čistke dolazi iz mita o kralju Arthuru, priče o anglosaskom masakru Bretonaca na pregovorima o primirju, prema čemu je izraz »dugi noževi« postao metonimski izraz za izdaju i nasilje.

## Pozadina
S nekoliko milijuna pripadnika, jurišni odredi Sturmabteilung, poznati i kao Smeđe košulje, bili su jaka podrška Adolfu Hitleru kada je 1933. postao njemački kancelar. Vođa odreda Ernst Röhm bio je Hitlerov dugogodišnji prijatelj, a nasilja Sturmabteilunga bojali su se ne samo komunisti i Židovi, nego i obični Nijemci. Röhm je vjerovao u lijevu platformu socijalističke radničke stranke, pa je njegov utjecaj u režimu (nakon što je krajem 1933. imenovan ministrom bez portfelja) smetao Hitlerovim bliskim suradnicima Josephu Göbbelsu, Hermannu Göringu i Heinrichu Himmleru.
Hitler je neovisnost Sturmabteilunga i sklonost njegovih članova uličnom nasilju vidio kao izravnu prijetnju svojoj novostečenoj političkoj moći. Pritom je želio umiriti vođe Reichswehra, njemačke vojske, koji su se bojali da će im SA postati suparnička snaga, posebno zbog Röhmove ambicije da vojsku i Sturmabteilung spoji pod svojim vodstvom. Osim toga, Hitleru se nije sviđala Röhmova otvorena podrška »drugoj revoluciji« za preraspodjelu bogatstva. Po Röhmovom mišljenju, von Hindenburg je postavljanjem Hitlera za kancelara doveo nacističku stranku na vlast, no ostavio šire ciljeve stranke neispunjenima. Čistka je služila uklanjanju protivnika Hitlerova režima unutar Njemačke, osobito pristaša vicekancelara Franza von Papena, kao i za osvetu neprijateljima.
U pripremi za čistku, Himmler i general SS-a Reinhard Heydrich sastavili su u lipnju 1934. dosje s lažnim dokazima koji sugeriraju da je Röhmu francuska vlada platila 12 milijuna reichsmaraka (oko 57 mil. eura u 2021.) za svrgavanje Hitlera. Dana 24. lipnja vodećim časnicima SS-a izneseni su krivotvoreni dokazi da je Röhm planirao iskoristiti Sturmabteilung za pokretanje zavjere protiv vlade (Röhm-Putsch). Po Hitlerovom nalogu, Göring, Himmler, Heydrich i Victor Lutze sastavili su popise članova Sturmabteilunga i drugih ljudi koje je trebalo ubiti.

## Sastanak u Essenu i likvidacije
Dana 28. lipnja Hitler je sa svadbe u Essenu sazvao sastanak s vođama Sturmabteilunga 30. lipnja u 11 sati u hotelu Hanselbauer u Bad Wiesseeu, gdje su Röhm i njegovi sljedbenici odsjeli. Hitler i veća skupina SS-ovaca i redovne policije letom su otišli za München, a u hotel su na dan sastanka stigli nešto poslije 6 sati. Hitlerov raniji dolazak iznenadio je vodstvo Sturmabteilunga, koje je još uvijek bilo na spavanju. Hitler je osobno uhitio Röhma i druge visokorangirane vođe Sturmabteilunga. SS je pronašao vođu breslauskog Sturmabteilunga Edmunda Heinesa u krevetu s osamnaestogodišnjim višim zapovjednikom odreda, pa je u kasnijoj nacističkoj propagandi Goebbels aspektom obračuna s moralnom izopačenošću opravdavao čistku. U intervjuu iz 1946. Hitlerov vozač Erich Kempka ustvrdio je da je Hitler naredio da se Heinesa s partnerom izvede iz hotela i strelja. Mnogi članovi Sturmabteilunga koji su željeznicom stigli na mjesto sastanka bili su smjesta uhićeni.
Po povratku u sjedište stranke u Münchenu Hitler se obratio okupljenom mnoštvu. Obuzet bijesom, osudio je »najgoru izdaju u povijesti svijeta« i obećao da će »nedisciplinirani i neposlušni likovi te asocijalni i bolesni elementi« biti uništeni. Okupljeni, među kojima su bili članovi stranke i mnogi članovi Sturmabteilunga koji su izbjegli uhićenje, uzvikivali su u znak odobravanja. Po povratku iz Bad Wiesseea u Berlin Goebbels je pokrenuo završnu fazu plana. U 10 sati javio se Göringu s kodnom riječju »Kolibri« kako bi pustio odrede za pogubljenje na uhićene članove Sturmabteilunga. Iako je u početku oklijevao s pogubljenjem Röhma, dao mu je izbor da se sam ubije ili da ga ubiju njegovi egzekutori. Naposljetku se pritvoreni Röhm s razgolićenim prsima nudi dvojici egzekutora i oni ga usmrćuju.

### Žrtve
Smatra se da je ubijeno osamdesetak visokih časnika Sturmabteilunga, a neki povjesničari procjenjuju da je ukupno bilo i do tisuću žrtava. Među žrtvama bili su bivši kancelar Kurt von Schleicher sa suprugom, vođa Katoličke akcije Erich Klausener, te Herbert von Bose i Edgar Jung, pomoćnici vicekancelara u Hitlerovoj vladi Franz von Papena, a on sam stavljen je stavljen u kućni pritvor.

## Posljedice
Nakon Noći dugih noževa, uloga Sturmabteilunga gubila je na značaju. Većina članova pristupili su Reichswehru koji je poslije preobražen u Wehrmacht. Kao prve žrtve Sturmabteilunga, njemački Židovi pozdravili su Hitlerov obračun sa Smeđim košuljama. Pokazalo se, međutim, da je Noć dugih noževa bila uvod u Kristalnu noć 1938. godine, Drugi svjetski rat te naposlijetku u Holokaust.
Dok su neki Nijemci bili šokirani ubojstvima, mnogi drugi su Hitlera vidjeli kao onog koji je »vratio red« u zemlju. Goebbelsova propaganda isticala je »Röhmov puč«, a homoseksualnost Röhma i drugih vođa objavljena je kako bi pojačao efekt šoka, iako je Hitleru i drugim nacističkim vođama bila poznata godinama.
Dana 3. srpnja 1934. čistka je legalizirana dekretom o mjerama državne samoobrane, koji je Hitler uveo da bi prikrio vlastiti zločin. Zakon je glasio: Mjere poduzete 30. lipnja, 1. i 2. srpnja radi suzbijanja izdajničkih napada legalne su kao činovi samoobrane države.